# 丙型海防艦
| 丙型海防艦   | 丙型海防艦 |
| ------------ | --- |
| 第17号海防艦 | |
| 艦級概観     | |
| 艦種         | 海防艦 |
| 艦名         | 奇数番号＋海防艦                                                                                              |
| 前級         | 鵜来型海防艦                                                                                                  |
| 次級         | 丁型海防艦 |
| 性能諸元     | |
| 排水量       | 基準：745t |
| 全長         | 67.5m |
| 水線長       | |
| 全幅         | 8.4m |
| 吃水         | 2.90m |
| 機関         | 23号乙型ディーゼルエンジン2基2軸 1,900馬力                                                                    |
| 燃料         | 重油106トン                                                                                                   |
| 最大速力     | 16.5ノット |
| 航続距離     | 14ノットで6,500海里                                                                                           |
| 乗員         | |
| 兵装         | 45口径12センチ高角砲 単装2基 25mm三連装機銃2基 三式迫撃砲単装1基 三式爆雷投射機12基 爆雷投下軌条1基 爆雷120個 |
| 同型艦       | 56隻 |

丙型海防艦（へいがたかいぼうかん）は、日本海軍が第二次世界大戦において運用した海防艦の艦級である。主に船団護衛に用いられた。基本計画番号はE21b。量産性を最重視し、それまでの日振型・鵜来型よりも、さらに小型化・簡略化を推し進めた艦級である。なお「丙型」の名称は計画時の呼称であり各書籍などで普遍的に用いられているものだが、海軍が定めた艦型名は第一号型海防艦である。同型艦は56隻が竣工した。

## 概要
日本海軍は、第二次世界大戦の後期に、大量の護衛艦を必要としていた。択捉型以降、対潜・対空性能および量産性を重視した海防艦を建造しようと努力し、かなり簡略化が進められた日振型・鵜来型を建造するに至った。しかし戦況の悪化に伴い、それ以上の護衛艦艇の増強が求められたため小型化を更に推進、艦型もさらに簡略化し量産性に適した艦を建造することとなった。
設計は、鵜来型海防艦とほぼ同時期の1943年3月頃に開始されている。機関は、生産が比較的容易な方であった艦本式23号乙型ディーゼルを搭載した。本艦級ではこれを2基搭載したが、合計出力が1,900馬力しかないために、最高速度は鵜来型より低下し、16.5ノットとなった。また小型化により居住性も著しく低下した。ただし対潜兵装は充実しており、爆雷搭載量も120個と多い。
艦の名称は一番艦が第一号海防艦と命名され、その後は奇数番号が付けられている（偶数番号は丁型海防艦へ付けられた）。艦政本部監督の下、三菱重工業および日本鋼管を中心に建造が進められ、のちに更なる増産のため、新潟鉄工所などの中堅メーカーにまで建造が委託された。とくに日本鋼管は、艦政本部4部員の遠山光一海軍技術中佐（戦後、日本鋼管副社長）、5部員の魚住順治海軍少佐（戦後、海上自衛隊海将、日本鋼管顧問）、日本鋼管鶴見造船所技師の石井利雄海軍中尉の尽力で、海防艦の量産能力や品質面で他の造船所を上回る多大な成果を挙げており、丙型海防艦は艦政本部の意向により日本鋼管に大量の建造が発注された。
一番艦は1943年9月に起工し、1944年2月には竣工している。133隻の建造計画が立てられたが、53隻が戦争中に完成し、26隻を喪失。戦後に復員輸送用に3隻が完成している。戦後、掃海艦や特別輸送艦の指定を受けた各艦は「海第何号」と改称のうえ各々の任務に従事した。

## 戦果
- 1944年（昭和19年）10月30日 都井岬沖で海防艦第29号、第33号及び第22号がアメリカの潜水艦SS-182 サーモンに損傷を与えた[5]。
- 1944年（昭和19年）11月8日 ミンドロ島沖で海防艦第19号が駆逐艦時雨、海防艦千振とともにアメリカの潜水艦SS-215グロウラーを沈めたと推測される[6]。
- 1945年（昭和20年）3月28日 南西諸島沖で海防艦第33号及び第59号が同御蔵とともにアメリカの潜水艦SS-237 トリガーを沈めたと推測される[6]。
- 1945年（昭和20年6月19日） 富山湾で海防艦第63号第75号、第207号、第158号及び同沖縄がアメリカの潜水艦SS-223 ボーンフィッシュを沈めたと推測される[6][7]。

## 同型艦

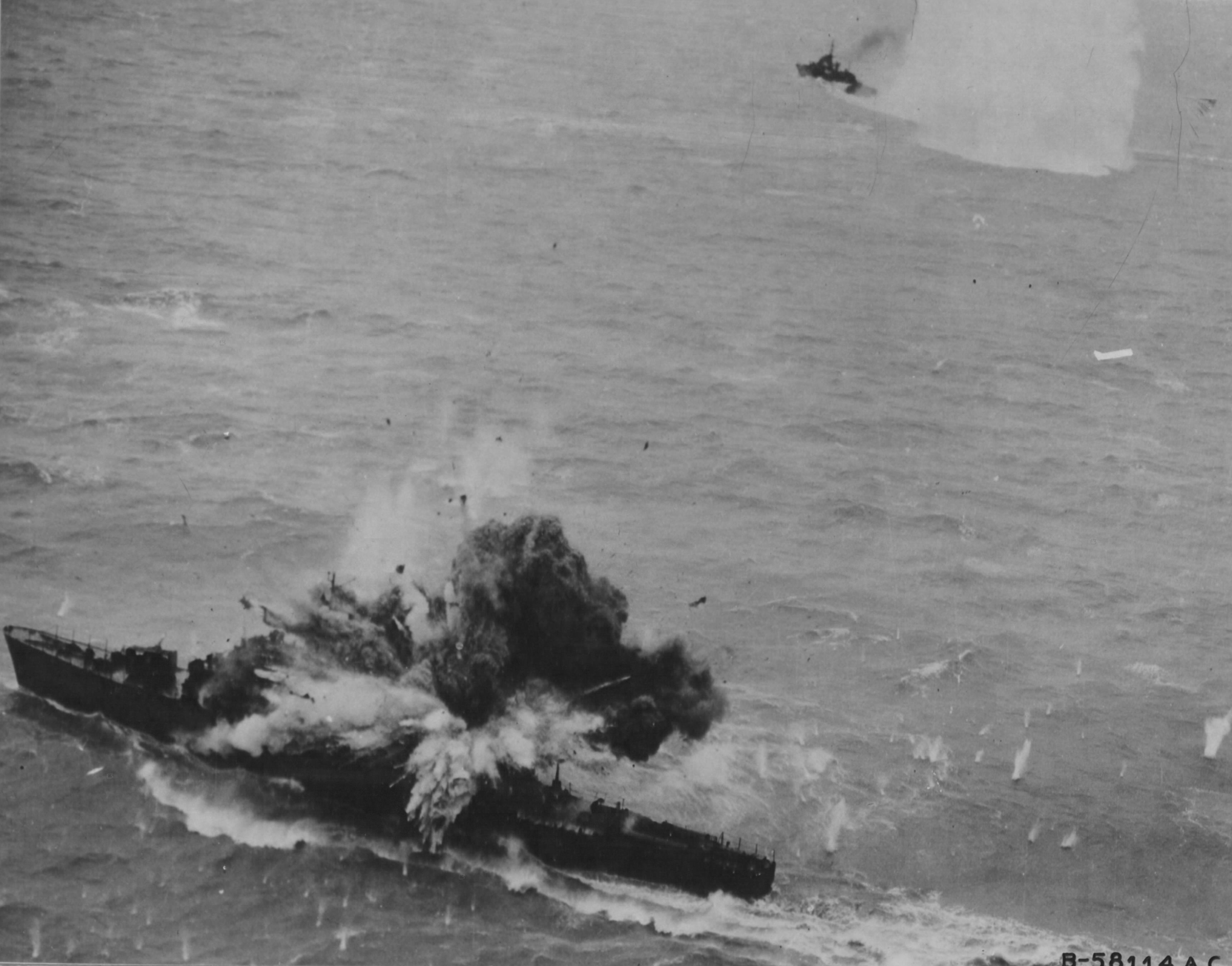
爆弾が命中した瞬間の1号海防艦。その後、沈没。

艦名 - 竣工日（建造所） - 喪失日、原因（場所）、もしくは戦後の様子など
- 第1号 - 1944年2月29日竣工（三菱神戸）

1945年4月6日、ホモ03船団護衛中、南支那海廈門沖にて134号とともにB-25と交戦。撃沈される。この時アメリカ軍により漂流する乗組員らに機銃掃射が浴びせられ、救助された生存者も収容先の病院にて負傷により全員死亡。
- 第3号 - 1944年2月29日竣工（三菱神戸） - 1945年1月9日航空機による攻撃（基隆北西）。
- 第5号 - 1944年3月19日竣工（日本鋼管） - 1944年9月21日航空機による攻撃（比島付近）。
- 第7号 - 1944年3月10日竣工（日本鋼管） - 1944年11月4日米潜レイ（N35 41 E134 35）
- 第9号 - 1944年3月10日竣工（三菱神戸） - 1945年2月14日米潜ガトー（済州島南東）
- 第11号 - 1944年3月15日竣工（三菱神戸） - 1944年11月10日多号作戦（オルモック輸送）中、オルモック湾口にてB-25の爆弾2発が命中、航行不能となり13号海防艦により撃沈処分された。
- 第13号 - 1944年4月3日竣工（日本鋼管) - 1945年8月14日、元山（現韓国）に集結中の船団護衛の為、第47号海防艦と合流予定のところ、兵庫県の但馬海岸香住沖で第47号海防艦の漂流者を発見し救助活動中、米潜トースクと交戦し撃沈された（1945/8/14/12:55 N35.41 E134.35）。乗組員らは香住の漁師等により救助された。戦死28、生存182名。第二次世界大戦で大日本帝国海軍の最後の喪失艦となった（香住沖海戦）[8]。
- 第15号 - 1944年4月8日竣工（日本鋼管） - 1944年6月6日米潜レイトン（サンジャック南西）
- 第17号 - 1944年4月13日竣工（日本鋼管） - 1945年1月12日航空機による攻撃（サンジャック泊地）。
- 第19号 - 1944年4月28日竣工（日本鋼管） - 1945年1月12日航空機よる攻撃（サンジャック泊地）。
- 第21号 - 1944年7月18日竣工（日本海船渠） - 1944年10月6日米潜シーホース（ルソン北西）
- 第23号 - 1944年9月15日竣工（日本海船渠） - 1945年1月12日、ヒ86船団を護衛中、航空機により撃沈（キノン北方）。
- 第25号 - 1944年7月2日竣工（日本鋼管） - 1945年5月3日潜水艦による雷撃（黄海）。
- 第27号 - 1944年7月20日竣工（日本鋼管） - 復員輸送後の1947年8月14イギリスに引渡し。
- 第29号 - 1944年8月8日竣工（日本鋼管） - 1945年5月28日唐津沖にて触雷航行不能、1947年佐世保で解体。
- 第31号 - 1944年8月21日竣工（日本鋼管） - 1945年4月14日米潜ティランテ（済州島付近）
- 第33号 - 1944年8月31日竣工（日本鋼管） - 1945年3月28日航空機による攻撃（宮崎県青島沖）。
- 第35号 - 1944年10月11日竣工（日本鋼管） - 1945年1月12日航空機による攻撃（仏印南部）。
- 第37号 - 1944年11月3日竣工（日本海船渠） - 復員輸送後の1947年9月4日アメリカに引渡し、大阪で解体された。
- 第39号 - 1944年9月27日竣工（日本鋼管） - 1945年8月7日航空機による攻撃（巨済島付近）。
- 第41号 - 1944年10月16日竣工（日本鋼管） - 1945年6月9日米潜シーオウル（対馬海峡）
- 第43号 - 1944年7月30日竣工（三菱神戸） - 1945年1月12日航空機による攻撃（仏印南部）。
- 第45号 - 1944年12月23日竣工（日本海船渠） - 1945年7月28日尾鷲で爆撃を受け浸水かく座。
- 第47号 - 1944年11月2日竣工（日本鋼管） - 1945年8月14日、元山（現韓国）に集結中の船団護衛の為、第13号海防艦と合流予定のところ、兵庫県の但馬海岸香住沖（N35 41 E134 38）で米潜トースクと交戦し撃沈された（香住沖海戦）。
- 第49号 - 1944年11月16日竣工（日本鋼管） - 掃海作業後の1947年7月5アメリカに引渡し、清水で解体。
- 第51号 - 1944年9月21日竣工（三菱神戸） - 1945年1月12日、ヒ86船団を護衛中、航空機により撃沈（キノン北方）。
- 第53号 - 1944年11月28日竣工（日本鋼管） - 1945年2月7日米潜バーゴール（カムラン湾）
- 第55号 - 1944年12月20日竣工（日本鋼管） - 復員輸送後の1947年7月16日シンガポールでイギリスに引渡し。
- 第57号 - 1945年1月13日竣工（日本鋼管） - 復員輸送後解体、船体は宇部の防波堤となったが、港湾の拡張に伴い1985年に撤去されている。
- 第59号 - 1945年2月2日竣工（日本鋼管） - 復員輸送艦、1946年7月30日、呉にて台風により戦艦日向に激突し沈没。
- 第61号 - 1944年9月15日竣工（舞鶴海軍工廠） - 1945年2月9日カムラン湾にて触雷大破、サイゴン港の浮砲台として終戦。
- 第63号 - 1944年10月15日竣工（三菱神戸） - 1945年8月10日能登島沖にて触雷座礁。
- 第65号 - 1945年2月13日竣工（日本海船渠） - 1945年7月14日航空機による攻撃（室蘭港）。
- 第67号 - 1944年11月12日竣工（舞鶴海軍工廠） - 1947年7月6日、上海で中華民国に賠償艦として引渡され、営口(Ying-Kou)となる。台湾脱出後に瑞安(Rui-An)に改称。1963年、除籍解体。
- 第69号 - 1944年12月20日竣工（三菱神戸） - 1945年3月16日航空機による攻撃（香港付近）。
- 第71号 - 1945年3月12日竣工（日本鋼管） - 復員輸送後の1947年8月28日ソ連に引渡し。
- 第73号 - 1945年4月5日竣工（日本鋼管）[9] - 1945年4月16日米潜サンフィッシュ（N39 36 E140 05)
- 第75号 - 1945年4月12日竣工（日本海船渠） - 終戦時在北海道 - 1945年8月23日糸魚川沖にて自沈。1945年11月30日除籍。
- 第77号 - 1945年3月31日竣工（日本鋼管） - 掃海作業後の1947年8月28日ソ連に引渡し。
- 第79号 - 1945年5月6日竣工（日本鋼管） - 復員輸送後の1947年7月29日ソ連に引渡し。
- 第81号 - 1944年12月15日竣工（舞鶴海軍工廠） - 復員輸送後の1947年8月29日、中華民国に賠償艦として引渡され、黄安(Huang-An)となる。1949年、中華人民共和国に接収され瀋陽(Shen-Yang)に改称。1980年頃、除籍解体。
- 第83号 - 未成（浪速船渠） - 工程80%。
- 第85号 - 1945年5月31日竣工（日本鋼管） - 復員輸送後の1947年8月31日、中華民国に賠償艦として引渡され、吉安(Ji-An)となる。1949年、中華人民共和国に接収され同名のまま再就役。1956年、除籍解体。
- 第87号 - 1945年5月20日竣工（日本鋼管） - 復員輸送後の1947年7月4日青島でアメリカに引渡し。
- 第89号 - 未成（日本海船渠） - 工程90%。
- 第93号 - 未成（浪速船渠）
- 第95号 - 1945年5月4日竣工（新潟鉄工所） - 終戦時横須賀で中破状態。
- 第97号 - 1945年12月16日復員輸送艦として完成（日本鋼管）するもパラオ便・テニアン便・沖縄便の計3航海で主機不良のため1947年解体。
- 第101号 - 未成（浪速船渠）
- 第105号 - 1946年4月15日復員輸送艦として完成する（日本鋼管） - 1947年7月5日ソ連に引渡し。
- 第107号 - 1946年5月30日復員輸送艦として完成する（日本鋼管） - 1947年8月29日、中華民国に賠償艦として引渡され、潮安(Chao-An)となる。1963年、除籍解体。
- 第205号 - 1944年10月10日竣工（新潟鉄工所）[10][11] - 復員輸送後の1947年7月31日、中華民国に賠償艦として引渡され、新安(Xin-An)となる。1954年、澎湖諸島沖で座礁事故を起こして放棄。
- 第207号 - 1944年10月15日竣工（浪速船渠） - 掃海作業後の1947年7月4日青島でアメリカに引渡し。
- 第213号 - 1945年2月12日竣工（三菱神戸） - 1945年8月18日鎮海・釜山間掃海中に触雷沈没。
- 第215号 - 1944年12月30日竣工（新潟鉄工所） - 復員輸送後の1947年7月16日、中華民国に賠償艦として引渡され、遼海(Liao-Hai)となる。1955年、除籍解体。
- 第217号 - 1945年7月17日竣工（三菱神戸） - 掃海作業後の1947年9月5日イギリスに引渡し、長崎で解体。
- 第219号 - 1945年1月15日竣工（浪速船渠） - 1945年7月15日航空機による攻撃（函館付近）。
- 第221号 - 1945年4月2日竣工（新潟鉄工所） - 復員輸送後の1947年7月29日ソ連に引渡し、1958年3月11日除籍解体。
- 第223号 - 未成（三菱神戸） - 工程40%。
- 第225号 - 1945年5月28日竣工（新潟鉄工所） - 1948年4月30日解体。
- 第227号 - 1945年6月15日竣工（浪速船渠） - 復員輸送後の1947年7月5日ソ連に引渡し。
- 第229号 - 未成（三菱神戸）
- 第235号 - 未成（新潟鉄工所）